# Acoustic Live
Acoustic Live es un CD doble que contiene la tercera grabación en vivo de Erasure, para Cd, registrada el 19 de abril de 2006 en el marco de la gira acústica Acoustic Tour (The Union Street Tour), en el Shepherds Bush Empire.

## CD 1
1. Home 	5:46
2. Boy 	4:20
3. Victim Of Love 3:21
4. Stay With Me 5:41
5. Love Affair 5:09
6. Oh L'amour 3:14
7. Alien 4:19
8. Blue Savannah 6:09
9. Spiralling 2:51
10. How Many Times? 3:43

## CD 2
1. Sometimes 5:48
2. Tenderest Moments 5:36
3. Ship of Fools 4:02
4. Love to Hate You 5:41
5. Against My View -escrita por Elizabeth Stratton 3:51
6. Piano Song 3:51
7. Rock Me Gently 5:58
8. Stop! 4:15
9. Chains of Love 6:08
10. A Little Respect 4:00

## Datos adicionales
Acoustic Live fue lanzado como souvenir en edición limitada, hecha entre el EIS (Erasure Information Service) -club de fanes, oficial de la banda- y Live Here Now. También estuvo disponible como descarga digital.

## Créditos
Todos los temas por (Clarke/Bell) excepto los indicados.

Banda:

- Guitarras, Melódica y Mandolina: Vince Clarke
- Voces: Andy Bell
- Coros y percusión: Valerie Chalmers
- Coros, Armonio, Flauta dulce y melódica: Jill Walsh
- Percusión: Ben Wittman
- Guitarra steel horizontal y Dobro: Smith Curry
- Contrabajo: Richard Hammond(músico)
- Guitarra y mandolina: Steve Walsh
- Jefe de gira: Andy Whittle
- Técnico de back: Troy Stewart
- Técnico de back: Roy Speer
- Ingeniero de monitoreo: Craig Donaldson
- Ingeniero en vivo: Matt West
- Director de iluminación: Nic Ayer
- Grabado por: Paul Nixon for Live Here Now y Will Shapland Mobiles
- Asistente de grabación: Dave Loudoun, Chris Goddard y Joe Clark
- Mezclado por: Paul Nixon y Steve Walsh en Will Shapland Mobiles, Oxford.
- Asistente de mezcla: Joe Adams
- Ilustrción de diseño de tapa: Lucy Mckenzie
- Fotografía en vivo: Leon Sedgwick en Teme Valley Photography